# Chiesa di San Martino a Cofferi
La chiesa di San Martino ai Cofferi è un edificio sacro situato nei pressi di Mercatale in Val di Pesa, nel comune di San Casciano in Val di Pesa.

## Storia
La chiesa viene nominata per la prima volta in una bolla di conferma delle chiese suffraganee della Pieve di Santa Maria all'Impruneta. La bolla venne inviata dal Papa Adriano IV al pievano Ugo il 29 novembre 1156. Altre notizie appaiono nel Libro di Montaperti, dove è scritto che il popolo della chiesa si impegna a pagare all'esercito fiorentino 3 staia di grano. In quel documento la chiesa viene inserita tra quelle del piviere di Campoli, ma una successiva bolla del Papa Niccolò IV del 1291 la colloca nuovamente nel piviere dell'Impruneta.
Dalle tasse a cui era soggetta si deduce che il popolo non doveva avere particolari problemi economici. Nelle decime del 1276 e del 1303 risulta tassata per 4 lire e 8 soldi. Il 2 luglio 1320 la chiesa ricevette una donazione testamentaria dal parroco della chiesa di Luiano che donava il suo patrimonio alla chiesa pro missis dicendis pro anima sua.
Un nuovo ingrandimento del suo territorio avvenne l'11 aprile del 1603 quando le venne annessa la chiesa di Santa Lucia a Ligliano, ma questo incremento non dovette essere di sostanziosa entità, tanto che in una relazione datata 23 marzo 1789 appariva in completa rovina. Nuovi grandi danni le vennero causati dal terremoto del 18 maggio 1895.
Nel 1936 venne approntato il suo restauro. Il progetto redatto dal geometra Soldi prevedeva il rifacimento della facciata e il capovolgimento dell'orientamento. I lavori risultavamo conclusi nel 1937, come viene riportato sul portale d'ingresso e nel 1940 l'arcivescovo Elia Dalla Costa consacrò la chiesa; anche per quell'avvenimento venne posta una lapide ora collocata all'interno della chiesa.
A causa dello spopolamento delle campagne a seguito della Seconda guerra mondiale la chiesa di San Martino venne annessa alla chiesa di Mercatale nel 1961.

## Architettura
La chiesa appare secondo le forme conferitole dopo gli ultimi restauri. La parte più interessante è quella presbiterale dove si può trovare la facciata originale e le fiancate originali della chiesa.
Il vecchio portale di accesso ora conduce nella sagrestia. Tale portale, situato al centro di un muro realizzato in bozze di calcare disposte a filaretto e databile al XII secolo, è privo di lunetta ma è sormontato da un arco a tutto sesto e con un architrave in arenaria appena sbozzata.
Sul lato nord dell'unica navata è posta una cappella gotica voltata a crociera databile al XIV secolo.